# Gioia Tauro
Gioia Tauro ist eine italienische Gemeinde in der Metropolitanstadt Reggio Calabria mit 19.280 Einwohnern (Stand 31. Dezember 2023). Sie ist vor allem bekannt für ihren Containerhafen.

## Lage und Daten
Die Nachbargemeinden sind Palmi, Polistena, Rizziconi, Rosarno, San Ferdinando und Seminara.
Gioia Tauro liegt an der Autobahn A 2, zugleich Teil der E 45, nach Neapel und hat Anschluss an die Bahnstrecke Tirrenica Meridionale (Sizilien/Norditalien).

## Wirtschaft

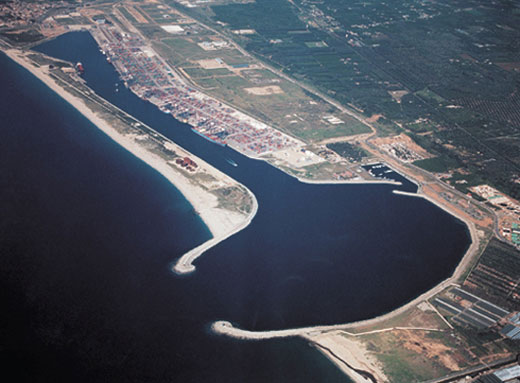
Der Hafen

Der Seehafen Medcenter Container Terminal (Medcenter oder kürzer MCT; Betreiber Contship Italia) ist der größte Containerhafen Italiens und war 2022 – gemessen am TEU-Umschlag – der neuntgrößte Containerhafen in Europa. Er wurde in den 1970er Jahren für ein damals geplantes, jedoch nie gebautes Stahlwerk gebaut und blieb infolgedessen zunächst bedeutungslos. Anfang der 1990er Jahre wurde er schließlich zum Containerhafen umgebaut.
Negativ bekannt wurde der Hafen 2006, als die italienische Polizei in einem Bericht die Vermutung äußerte, dass 80 % des aus Kolumbien kommenden Kokains nach Europa über Gioia Tauro laufen. Ebenso soll er ein Umschlagsplatz für illegalen Waffenhandel sein. Bekannt ist außerdem, dass die ’Ndrangheta, eine große Mafia-Organisation, den Hafen seit Jahrzehnten infiltriert hat. Unter anderem nutzt die 'Ndrangheta den Hafen zum Umschlag von Giftmüll, bei dessen illegaler Entsorgung sie europaweit tätig ist.
In Gioia Tauro sind Öl- und Lebensmittelhersteller ansässig. Außerdem gibt es im Ort ein Einkaufszentrum sowie mehrere Hotels.

## Söhne und Töchter der Stadt
- Pino Arlacchi (* 1951), italienischer Soziologe, Politiker und Autor
- Swamy Rotolo (* 2004), italienische Schauspielerin